# Ashoknagar Kalyangarh
Ashoknagar Kalyangarh è una suddivisione dell'India, classificata come municipality, di 111.475 abitanti, situata nel distretto dei 24 Pargana Nord, nello stato federato del Bengala Occidentale. In base al numero di abitanti la città rientra nella classe I (da 100.000 persone in su).

## Geografia fisica
La città è situata a 22° 50' 37 N e 88° 37' 53 E.

## Società

### Evoluzione demografica
Al censimento del 2001 la popolazione di Ashoknagar Kalyangarh assommava a 111.475 persone, delle quali 56.340 maschi e 55.135 femmine. I bambini di età inferiore o uguale ai sei anni assommavano a 9.759, dei quali 5.137 maschi e 4.622 femmine. Infine, coloro che erano in grado di saper almeno leggere e scrivere erano 88.252, dei quali 46.628 maschi e 41.624 femmine.